# Adagio
Un adagio (mot d'origen italià) indica un temps musical lent (velocitat a què s'ha d'executar la partitura) arribant a donar nom a tota una secció o part d'una peça musical. També és la peça coreogràfica que es balla amb aquesta música en un ballet.
Indica a l'intèrpret que ha d'executar un fragment de la peça de manera lenta i pausada, a una velocitat aproximada d'entre 66 i 76 pulsacions per minut. No pas tothom es posa d'acord en el nombre de pulsacions, ni és el mateix en totes les èpoques.
En molts de casos actua, a més de com a indicador de tempo, com a nom del moviment musical lent d'una obra estructurada en diferents moviments. Així, en algunes obres musicals, com per exemple la simfonia (forma sonata), un dels moviments sol portar la indicació d'adagio, en contraposició a altres parts de la mateixa obra de caràcter i velocitat diferents.